# Nova República (Manaus)
Nova República é um bairro da Zona Sul da cidade de Manaus.
Originou-se do planejamento de casas para funcionários públicos que o IPASEA entregou. 

## História
Originou-se da divisão do bairro Japiim na década de 90.

## População
Dados do Bairro
- População: 7.620 moradores.

## Transportes
Nova República é servido pela empresa de ônibus Global Green, com as linhas 624 e 625.